# Perenbloedluis
De perenbloedluis (Eriosoma lanuginosum) is een bladluis behorend tot de familie Aphididae. Hij is van Europese oorsprong en is wijdverspreid over een groot deel van de wereld. Het is een tweehuizige soort met een holocyclus tussen de kronen van de iepen (Ulmus), de primaire gastheer, en de wortels van de perenboom (Pyrus communis), de secundaire gastheer. Perenbomen kunnen lijden vanwege de schade aan de wortels en daardoor afsterven. Volwassen dieren hebben een lengte van 2,1 tot 3,1 mm.

## Verspreiding
Eriosoma lanuginosum komt voor in heel Europa, het Middellandse Zeegebied en Azië ten oosten van Pakistan. In Italië is het in alle regio's aanwezig. 